# Charles Manners-Sutton
Charles Manners-Sutton, född den 17 februari 1755, död den 21 juli 1828, var biskop av Norwich och därefter ärkebiskop av Canterbury.
Manners-Sutton utbildades vid Charterhouse och Cambridge. Han döpte Viktoria I av Storbritannien. 24 juni 1819 på Kensington Palace. Han var far till Charles Manners-Sutton, 1:e viscount Canterbury.